# Енлил
Енлил (Еллил, вероятна етимология – „владетел на ветровете“) е шумерски и вавилонски бог на въздуха и бурите, владетел на пространството между небето и земята, господар на света. Енлил е един от главните богове в шумеро-акадската митология.
Макар че някои автори предполагат, че първоначално главен бог в шумерската митология е бил бащата на Енлил, бога на небето Ан, в повечето съхранени текстове Енлил превъзхожда баща си и е представен като главен бог. Енлил е един от четирите богове-създатели на света и един от седемте „предначертаващи съдбата“. Като върховен бог Енлил разрешава споровете между останалите богове.
Числото 50 в шумерската шестдесетична система, означавало Бог Енлил.
Главно култово място на Енлил бил храмът Екур (Храм на планината) в свещения град Нибру (Нипур за акадците). Във Вавилон Енлил е и бог на планините.
В много ранен период – преди 3000 г. пр.н.е— Нипур се е превърнал в център на политически район и точно към този ранен период се връща обозначението на Ен-лил като Бел или „господарят“. Надписите, открити в Нипур, където през 1888 – 1900 г. са били проведени обширни разкопки под егидата на Пенсилванския университет, показват, че Бел от Нипур всъщност е бил смятан за глава на обширен пантеон. Сред титлите, които му се дават, са „цар на земите“, „цар на небето и земята“ и „баща на боговете“. Неговият главен храм в Нипур беше известен като Е-Кур, което означава „планинска къща“ и такава беше светостта, придобита от тази сграда, че вавилонските и асирийските владетели до последните дни се състезаваха един с друг в разкрасяването и възстановяването на седалището на Бел поклонение, а самото име станало обозначение на храм като цяло.
Групирани около главното светилище там се издигали храмове и параклиси на боговете и богините, които формирали неговия двор, така че Е-Кур става името на цял свещен район в град Нипур. Името „планинска къща“ предполага висока структура и може би първоначално е обозначението на кулата в Нипур, построена в имитация на планина, със свещеното светилище на бога на върха. Кулата обаче има и своето специално обозначение „Им-Хар-саг“, чиито елементи, означаващи „буря“ и „планина“, потвърждават заключението, направено и от други доказателства, че Ен-лил първоначално е бил бог на бурите.
С политическия възход на  Вавилон и  Мардук, като център на велика империя, Нипур   отстъпва своите прерогативи на града. Атрибутите и титлите на Ен-лил са прехвърлени на Мардук, който става „господар“ или Бел от по-късни дни. По-възрастният Бел-Енлил  не е  загубил репутацията си и  Нипур продължава да бъде свещен град и да  има значително политическо значение, като в допълнение възходът на доктрината за триада от богове, символизираща трите раздела - небе, земя и вода - гарантира на Бел-Енлил земята. Откъсването от местния му произход, свързано с тази доктрина на триадата, даде на Бел ранг, независим от политически промени и съответно ние намираме Бел като фактор в религията на Вавилон и Асирия   до последните дни. Несъмнено това се дължи на позицията му на втора фигура от триадата, която му позволява да оцелее след политическото затъмнение на Нипур и превръща светилището му в място за поклонение, на което асирийските царе до дните на  Ашурбанипал  отдават своята почит, наравно с вавилонските владетели.

## Роднински връзки
- Баща: Ану, бог на небето
- Майка: Ки (Нинки), богиня на земята родоначалница
- Съпруга: Нинлил
- Брат: Енки, бог на водите, мъдростта и занаятите
- Деца:

- Нанна (Син), бог на луната
- Нинурта, бог на войната
- Нингирсу, бог на войната (понякога отъждествяван с Нинурта)
- Ишкур (Даган), бог на бурите (в някои версии син на Ан и брат на Енлил)
- Нергал, бог на палещото слънце и преизподнята
- Ниназу, божество на подземния свят
- Намтар, демонът, персонифициращ съдбата в предсмъртния час на човека (син на Енлил от богинята на подземния свят Ерешкигал)

## Символи и епитети
Символ на Енлил, както и на баща му Ан, е тиара с рога. Неговото свещено число е 50.
Главните епитети на Енлил са Кур-гал – „великата планина“, „владетел на всички страни“, „баща на боговете“ (титул и на Ан), „господаря, определящ съдбата“, „господаря, чиито слова са неизменни“. Терминът „енлилство“ означава господство и с него могат да бъдат охарактеризирани и други велики богове.

## Митове
- Енлил и сътворението на света – Енлил отделил небето от земята. Баща му Ан закрепил небето, а Енлил спуснал земята. Връзката на Енлил с майка му – земята поставила началото на устройството на света – сътворението на човека, животните и растенията, създаването на цивилизацията. Енлил създал мотиката, усъвършенствал божествените сили Ме, които определяли насоките на развитието, основал първите градове и въвел системата за напояване. След това оставил на брат си бога на водите и мъдростта Енки покровителството на човечеството.
- Енлил и Нинлил – Въпреки своето могъщество по решение на боговете на младини Енлил временно бил изгонен от страната на боговете в подземния свят заради изнасилването на младата богиня Нинлил. Нинлил, която заченала от Енлил бога Нана (Син), го последвала в отвъдния свят.
- Епос за Гилгамеш – след убийството на чудовището Хувава Енлил се разгневил и осъдил приятеля на Гилгамеш Енкиду на смърт

Митовете за Енлил, както и тези за останалите шумерски богове, го представят като антропоморфно божество.
Енлил често се гневи на хората, най-вече заради шума, който вдигат, и им изпраща чума, суши или наводнения. Според някои митове той е причина за потопа.